# Epidendrum dunstervillei
Epidendrum dunstervillei är en orkidéart som beskrevs av Alex Drum Hawkes. Epidendrum dunstervillei ingår i släktet Epidendrum och familjen orkidéer.
Artens utbredningsområde är Colombia. Inga underarter finns listade i Catalogue of Life.